# Chrást (Plzeň)
Chrást è un comune della Repubblica Ceca facente parte del distretto di Plzeň-město, nella regione di Plzeň.